# منتخب المغرب تحت 23 سنة لكرة القدم
منتخب المغرب تحت 23 سنة لكرة القدم، المعروف أيضًا باسم منتخب المغرب الأولمبي هو أحد أقوى المنتخبات الأفريقية، يمثل المغرب في منافسات كرة القدم الدولية في الألعاب الأولمبية. ويقتصر اختيار اللاعبين على الذين تقل أعمارهم عن 23 عامًا، باستثناء فترة الألعاب الأولمبية حيث يُسمح بما يصل إلى ثلاثة لاعبين فوق السن القانونية. تسيره الجامعة الملكية المغربية لكرة القدم، شارك المنتخب المغربي الأولمبي (8 مرات) في الألعاب الأولمبية، وحقق المركز الثالث في أولمبياد باريس 2024، وأبرز إنجازاته على المستوى القاري الفوز بكأس الأمم الأفريقية عام 2023.

## تاريخ

### الألعاب الأولمبية (1964-2004)
ظهر المغرب لأول مرة في الألعاب الأولمبية الصيفية لعام 1964 في طوكيو. في مجموعة مكونة من ثلاثة منتخبات بعد انسحاب كوريا الشمالية. حيث تعرض لهزيمة ثقيلة 0-6 أمام المجر، وهي أثقل هزيمة للمغرب على الإطلاق حتى الآن، ثم خسر 1-3 أمام يوغوسلافيا ليودع المنافسة.
كان من المفترض أن يكون ظهوره الثاني خلال دورة الألعاب الأولمبية الصيفية لعام 1968 في المكسيك لكن المغرب رفض السماح لفريقه باللعب ضد إسرائيل في المجموعة الثالثة بسبب قضايا سياسية. واستُبدِل في النهاية بغانا التي خسرت 2-3 في مجموع المباراتين أمام المغرب في الجولة التأهيلية الأخيرة.
وفي نسخة الألعاب الأولمبية 1972 بميونيخ، وصل المغرب إلى الدور الثاني بصفته وصيف مجموعته برصيد 3 نقاط بعد تعادله السلبي مع الولايات المتحدة، وفوز ساحق على ماليزيا 6-0 وخسارة 0-3 أمام المضيف ألمانيا الغربية. وفي الجولة الثانية، خسر أسود الأطلس جميع المباريات الثلاث أمام الدنمارك وبولندا والاتحاد السوفيتي. ومع ذلك، يظل هذا أفضل أداء لأسود الأطلس في بطولة كرة القدم الأولمبية حتى الآن.
كان المغرب قريبًا جدًا من الوصول إلى ربع النهائي في الألعاب الأولمبية الصيفية 2004، وأهدر بفارق ضئيل الأهداف المسجلة التي صبت لصالح كوستاريكا. كان المغرب متقدمًا بنتيجة 2-1 في مباراته الأخيرة بالمجموعة ضد العراق المتأهل بالفعل بفضل الأهداف التي سجلها بوعبيد بودن وصلاح الدين عقال. لكن في المباراة الأخرى، سجل بابلو برينيس لاعب كوستاريكا الهدف الرابع في الوقت بدل الضائع ليمنح منتخب كوستاريكا الفوز 4-2 على البرتغال والتأهل على حساب المغرب.

### بطولة أمم إفريقيا
خلال النسخة الافتتاحية لبطولة إفريقيا تحت 23 سنة التي أقيمت بالمغرب عام 2011. حقق المنتخب المغربي الذي يدربه بيم فيربيك، انتصارين على نيجيريا 1-0 وعلى الجزائر 1-0، قبل أن يخسر أمام السنغال. في نصف النهائي، تأهل المغرب بنجاح إلى دورة الألعاب الأولمبية الصيفية 2012 في لندن بفوزه على مصر 3-2 في مباراة متوترة شهدت أيضًا تسجيل عبد العزيز برادة أسرع هدف في تاريخ البطولة بعد (30 ثانية). وهذا يمثل عودة أسود الأطلس إلى منافسات كرة القدم الأولمبية بعد أن غابوا عن التأهل منذ 2008. لكنهم واجهوا انتكاسة عندما تعرضوا لهزيمة 2-1 أمام المنافس المفاجئ الغابون في المباراة النهائية التي أقيمت على ملعب مراكش.

### الجيل الذهبي
في 7 يوليو 2022، حصل المغرب على حق استضافة كأس الأمم الإفريقية تحت 23 سنة 2023، مما يمثل عودة الفريق تحت 23 سنة إلى المنافسة لأول مرة منذ 12 عامًا. بدأ حملته بشكل إيجابي بفوز صعب ضد غينيا 2-1، تلاه انتصار ساحق على غانا 5-1، ليصبح بطل المجموعة ويضمن مكانًا في نصف النهائي قبل مباراة واحدة. وواصل الفوز في نصف النهائي على مالي والتأهل إلى دورة الألعاب الأولمبية 2024. هزم مصر 2-1 في النهائي ليفوز بأول لقب قاري له على الإطلاق. وهنأ الملك محمد السادس المنتخب على إنجازه.
في 29 فبراير 2024، عُيِّن طارق السكتيوي مدربًا للفريق الأولمبي للرجال من قبل الجامعة الملكية المغربية لكرة القدم. في الألعاب الأولمبية الصيفية باريس 2024، ظهر المغرب في المجموعة الثانية والذي تأهل منها متصدرا بانتصارين وهزيمة، بفوزه 2-1 على الأرجنتين، و 3-0 على العراق والهزيمة أمام أوكرانيا 2-1. وفي الربع نهائي فاز على أمريكا 4-0، و في النصف نهائي خسر بصعوبة أمام بطل هاته النسخة إسبانيا 2-1، وفي مباراة تحديد المركز الثالث فاز على مصر بنتيجة 6-0 محققا أول ميدالية في تاريخه.

## النتائج والمباريات
مفتاح
  فوز
  تعادل
  هزيمة
  ملغية أو مؤجلة
  مباراة

### 2023
| ودية 16 يونيو | المغرب                         | 4–1 | موريتانيا | الرباط، المغرب                                         |
|               | *صلاح 20'، 44' - طه 89'، 90+1' |     |           | الملعب: المجمع الرياضي الأمير مولاي عبد الله الحضور: 0 |

| ودية 20 يونيو | المغرب                         | 3–1 | زامبيا         | الرباط، المغرب                                         |
|               | *الوزاني 36'، 60' - صيباري 87' |     | *سيانكومبو 71' | الملعب: المجمع الرياضي الأمير مولاي عبد الله الحضور: 0 |

| كأس الأمم الإفريقية تحت 23 سنة 2023 24 يونيو | المغرب                             | 2–1   | غينيا                | الرباط، المغرب                                                                     |
| 21:00 ت ع م+1                                | *الزلزولي 68' (ض.ج.)، 90+8' (ض.ج.) | تقرير | *ألغاسيمي باه ‏ 45+2' | الملعب: المجمع الرياضي الأمير مولاي عبد الله الحكم: عمر عبد القادر أرتان (الصومال) |

| كأس الأمم الإفريقية تحت 23 سنة 2023 27 يونيو | المغرب                                                       | 5–1   | غانا       | الرباط، المغرب                                                              |
| 21:00 ت ع م+1                                | *ريتشاردسون 7' - صيباري 13' - بقراوي 30'، 53' - الزلزولي 48' | تقرير | *آدامز 43' | الملعب: المجمع الرياضي الأمير مولاي عبد الله الحكم: باتريس ميبيام (الغابون) |

| كأس الأمم الإفريقية تحت 23 سنة 2023 30 يونيو | الكونغو | 0–1   | المغرب | الرباط، المغرب                                                       |
| 21:00 ت ع م+1                                |         | تقرير | طه 7'  | الملعب: المجمع الرياضي الأمير مولاي عبد الله الحكم: محمود ناجي (مصر) |

| كأس الأمم الإفريقية تحت 23 سنة 2023 4 يوليو | المغرب                      | 2–2 (و.إ) (4–3 ر.ت)                        | مالي                     | الرباط، المغرب                                                                 |
| 21:00 ت ع م+1                               | *الواحدي 14' - الوزاني 111' | تقرير                                      | *ديامبو 66' - مايغا 116' | الملعب: المجمع الرياضي الأمير مولاي عبد الله الحكم: بيير جيسلان آتشو (الغابون) |
|                                             |                             | ركلات جزاء                                 |                          |                                                                                |
| *ترغلين - الوزاني - يونس طه - الزلزولي      |                             | * تراوري - ديامبو - ديالو - باه - ديوماندي |                          |                                                                                |

| كأس الأمم الإفريقية تحت 23 سنة 2023 8 يوليو | المغرب                    | 2–1 (و.إ) | مصر       | الرباط، المغرب                                                          |
|                                             | *بقراوي 37' - ترغلين 105' | تقرير     | *صابر 10' | الملعب: المجمع الرياضي الأمير مولاي عبد الله الحكم: بيتر واويرو (كينيا) |

| ودية 7 سبتمبر | المغرب       | 1–0 | البرازيل | فاس، المغرب                                               |
| 20:00 ت ع م+1 | *الواحدي 73' |     |          | الملعب: المركب الرياضي لفاس الحكم: زرع سانديغي (السينغال) |

| ودية 11 سبتمبر | المغرب | أُلغِيت | البرازيل | فاس، المغرب                 |
|                |        |       |          | الملعب: المركب الرياضي لفاس |

| ودية 12 أكتوبر | المغرب | 0–1   | العراق       | الدار البيضاء، المغرب  |
|                |        | تقرير | *الحماوي 42' | الملعب: ملعب الأب جيكو |

| ودية 16 أكتوبر | المغرب                               | 3–1   | جمهورية الدومينيكان | الدار البيضاء، المغرب  |
|                | *بقراوي 60' - جواب 70' - الوزاني 88' | تقرير | *غوميز 36'          | الملعب: ملعب الأب جيكو |

| ودية 16 نوفمبر | المغرب | 0–3   | الدنمارك                            | سان بييدرو ديل بيناتار، إسبانيا |
| 15:00          |        | تقرير | *بوندجارد 8' - أوسولا 16' - بيخ 78' | الملعب: بيناتار أرينا           |

| ودية 21 نوفمبر | المغرب    | 1–0   | الولايات المتحدة | سان بييدرو ديل بيناتار، إسبانيا |
| 15:00          | *نادر 31' | تقرير |                  | الملعب: بيناتار أرينا           |

### 2024
| ودية 22 مارس | أوكرانيا | 1–0   | المغرب | أنطاليا، تركيا              |
|              |          | تقرير |        | الملعب: جلوريا سبورتس أرينا |

| ودية 26 مارس | المغرب | 2–0   | ويلز | أنطاليا، تركيا              |
|              | إكمان  | تقرير |      | الملعب: جلوريا سبورتس أرينا |

| ودية 4 يونيو | المغرب                | 2–2   | بلجيكا                 | الرباط، المغرب           |
|              | كيشتا 63' · موهوب 90' | تقرير | سميتس 42' · دووموه 53' | الملعب: ملعب مولاي الحسن |

| ودية 10 يونيو | المغرب | أُلغيت | كوسوفو | الرباط، المغرب           |
|               |        |       |        | الملعب: ملعب مولاي الحسن |

| الألعاب الأولمبية الصيفية 2024 – المجموعة ب 24 يوليو | الأرجنتين   | 1–2   | المغرب                  | سانت إتيان، فرنسا                                                   |
| 15:00                                                | سيميوني 68' | تقرير | رحيمي 45+2', 46' (ض.ج.) | الملعب: ملعب جوفروا غيشار الحضور: 26,717 الحكم: جلين نيبرغ (السويد) |

| الألعاب الأولمبية الصيفية 2024 – المجموعة ب 27 يوليو | أوكرانيا                       | 2–1   | المغرب           | سانت إتيان، فرنسا                                        |
| 17:00                                                | *كريسكيف 22' - كراسنوبير 90+8' | تقرير | رحيمي 64' (ض.ج.) | الملعب: ملعب جوفروا غيشار الحكم: سعيد مارتينيز (هندوراس) |

| الألعاب الأولمبية الصيفية 2024 – المجموعة ب 30 يوليو | المغرب                                     | 3–0   | العراق | نيس، فرنسا                                                          |
| 17:00                                                | *ريتشاردسون 19' - رحيمي 28' - الزلزولي 36' | تقرير |        | الملعب: أليانز ريفييرا الحضور: 19,300 الحكم: رامون أباتي (البرازيل) |

| الألعاب الأولمبية الصيفية – ربع نهائي 2 أغسطس | المغرب                                                          | 4–0   | الولايات المتحدة | باريس، فرنسا                                                         |
| 15:00                                         | *رحيمي 29' (ض.ج.) - أخوماش 63' - حكيمي 70' - موهوب 90+1' (ض.ج.) | تقرير |                  | الملعب: بارك دي برينس الحضور: 42,868 الحكم: يائيل فالكون (الأرجنتين) |

| الألعاب الأولمبية الصيفية 2024 - نصف النهائي 5 أغسطس | المغرب            | 1–2   | إسبانيا                    | مارسيل، فرنسا                                                        |
| 18:00                                                | *رحيمي 37' (ض.ج.) | تقرير | *ف. لوبيز 65' - خوانلو 86' | الملعب: ملعب مارسيل الحضور: 59,882 الحكم: إيلجيز تانتشيف (أوزبكستان) |

| الألعاب الأولمبية الصيفية 2024 – البرونزية 8 أغسطس | مصر | 0–6   | المغرب                                                             | نانت، فرنسا                                                       |
| 17:00                                              |     | تقرير | *الزلزولي 23' - رحيمي 26'، 64' - الخنوس 51' - نقاش 73' - حكيمي 87' | الملعب: ملعب لا بوجوار الحضور: 27,391 الحكم: إسبن إسكاس (النرويج) |

## الجهاز الفني
| موضع                    | اسم               |
| ----------------------- | ----------------- |
| المدير الفني للمنتخب    | طارق السكتيوي     |
| مساعد المدرب (المدربين) | يوسف حاجي         |
| مساعد المدرب (المدربين) | فهد الورقاء       |
| مدرب اللياقة البدنية    | غريغوري ديهوميل   |
| مدرب حراس المرمى        | لوران ديريدت      |
| المدير الفني            | كريس فان بويفيلدي |
| محلل فيديو              | داميان جانويل     |

## اللاعبون

### التشكيلة الحالية
- استُدعيَ اللاعبين التاليين للألعاب الأولمبية 2024.[27] انسحب أيمن الوافي في 9 يوليو 2024 بعد أن رفض ناديه تسريحه، واستبدل ببلال الودغيري.[28]

- عدد مرات الظهور والأهداف صحيحة اعتبارًا من 8 أغسطس 2024، بعد المباراة ضد مصر.

| الرقم | المركز | اللاعب              | تاريخ الميلاد (العمر)   | لعب | سجل | النادي                    |
| ----- | ------ | ------------------- | ----------------------- | --- | --- | ------------------------- |
| 1     | حارس   | منير محمدي*         |                         | 6   | 0   | الوحدة                    |
| 12    | حارس   | رشيد غانمي          |                         | 1   | 0   | الفتح الرياضي             |
| 22    | حارس   | Mohamed Reda Asmama |                         | 2   | 0   | الاتحاد التوركي           |
|       |        |                     |                         |     |     |                           |
| 2     | دفاع   | أشرف حكيمي*         |                         | 8   | 2   | باريس سان جيرمان (القائد) |
| 3     | دفاع   | أكرم النقاش         |                         | 5   | 1   | الاتحاد التوركي           |
| 4     | دفاع   | مهدي بوكامير        |                         | 14  | 0   | Charleroi                 |
| 5     | دفاع   | عادل تاحيف          |                         | 7   | 0   | النهضة البركانية          |
| 11    | دفاع   | زكرياء الواحدي      |                         | 19  | 3   | جينك                      |
| 19    | دفاع   | هيثم منعوت          |                         | 3   | 0   | الاتحاد التوركي           |
| 21    | دفاع   | بلال الودغيري       | 3 أغسطس 2001 (العمر 22) | 1   | 0   | الفتح الرياضي             |
|       |        |                     |                         |     |     |                           |
| 6     | وسط    | بنيامين بوشواري     |                         | 14  | 0   | سانت إتيان                |
| 8     | وسط    | بلال الخنوس         |                         | 7   | 1   | جينك                      |
| 13    | وسط    | ياسين كيشتا         |                         | 12  | 1   | لوهافر                    |
| 14    | وسط    | أسامة ترغلين        |                         | 16  | 1   | لوهافر                    |
| 17    | وسط    | أسامة العزوزي       |                         | 12  | 0   | بولونيا                   |
| 18    | وسط    | أمير ريتشاردسون     |                         | 14  | 2   | فيورنتينا                 |
| 20    | وسط    | المهدي مبارك        |                         | 4   | 0   | الرجاء الرياضي            |
|       |        |                     |                         |     |     |                           |
| 7     | هجوم   | إلياس بن صغير       |                         | 6   | 0   | موناكو                    |
| 9     | هجوم   | سفيان رحيمي*        |                         | 6   | 8   | العين                     |
| 10    | هجوم   | إلياس أخوماش        |                         | 7   | 1   | فياريال                   |
| 15    | هجوم   | المهدي موهوب        |                         | 7   | 2   | الرجاء الرياضي            |
| 16    | هجوم   | عبد الصمد الزلزولي  |                         | 11  | 5   | ريال بيتيس                |

* لاعب فوق السن.

### الاستدعاءات الأخيرة
لقد استُدعي اللاعبين التاليين للفريق خلال الأشهر الـ12 الماضية وما زالوا متاحين للاختيار.